# Robert Hunter (ciclista)
Robert Hunter (Johannesburgo, 22 de abril de 1977) es un ciclista sudafricano que fue profesional entre 1999 y 2013.
En 2006 corrió para el equipo Phonak Hearing Systems en el UCI ProTour, pero tras la desaparición de este equipo firmó en la temporada 2007 con el equipo Barloworld, perteneciente a la categoría UCI Continental Circuits. Sus mayores logros deportivos hasta la fecha incluyen victorias de etapa en la Vuelta a España 1999 y en la de 2001, la clasificación general del Tour de Catar 2004, y la clasificación de la regularidad del Tour de Suiza de 2004. En 2001, se convirtió en el primer sudafricano que completó el Tour de Francia.

## Biografía
Consiguió ganar el premio anual Pick 'n Pay Go Banking Cyclist of the Year Award como mejor ciclista de Sudáfrica por cuatro años consecutivos, desde 2001 hasta 2004.
En 2006 formó parte del equipo ganador del Tour de Francia, con Floyd Landis a la par, aunque posteriormente este fue descalificado por dopaje. En 2007 volvió al Tour de Francia como líder del equipo Barloword, que recibió una invitación para correr la carrera gala. Hunter ganó la etapa 11 del Tour de Francia 2007, convirtiéndose así en el primer ganador de etapa del Tour de procedencia africana. Ganó la Vuelta al Distrito de Santarém 2007.
En 2008, a Hunter se le concedió un permiso especial por parte de los controladores de dopaje del Tour de Francia para volar a Suiza el 4 de julio, un día antes del inicio del evento, con el fin de estar al lado de su esposa Claudia por el nacimiento de su hija, Mandy Inga Hunter.

## Palmarés
| 1999 - 1 etapa de la Vuelta a España, más clasificación de las metas volantes 2000 - Campeonato de Sudáfrica Contrarreloj - 2 etapas de la Vuelta a los Países Bajos - 1 etapa del Rapport Toer 2001 - 1 etapa de la Vuelta a España - Tour de Rijke 2002 - 1 etapa del Tour de Polonia - 2 etapas del Tour de Langkawi 2004 - Tour de Catar, más 2 etapas - 2 etapas de la Vuelta a Suiza - 2 etapas de la Uniqa Classic - 1 etapa del Sachsen-Tour 2005 - G. P. de Doha - 1 etapa del Tour del Mediterráneo - 1 etapa de la Semana Catalana - 1 etapa del Tour de Georgia 2006 - Campeonato Africano Contrarreloj - 3.º en el Campeonato Africano en Ruta | 2007 - 1 etapa del Giro del Capo - Vuelta al Distrito de Santarém, más 1 etapa - 1 etapa de la Clásica de Alcobendas - Tour de Picardie, más 1 etapa - 1 etapa del Tour de Francia 2008 - 1 etapa del Gran Premio CTT Correios de Portugal - 3.º en el UCI Africa Tour 2009 - 1 etapa del Tour del Mediterráneo - Giro del Capo I - 1 etapa del Giro del Trentino 2010 - 2 etapas de la Vuelta a Murcia 2011 - Mumbai Cyclothon-Tour de Mumbai II - 1 etapa de la Vuelta a Austria 2012 - Campeonato de Sudáfrica en Ruta 2013 - Mzansi Tour, más 1 etapa |

## Resultados en Grandes Vueltas y Campeonatos del Mundo
| Carrera              | Carrera              | 1999 | 2000 | 2001  | 2002 | 2003 | 2004 | 2005 | 2006  | 2007  | 2008  | 2009  | 2010 | 2011 | 2012 | 2013  |
| -------------------- | -------------------- | ---- | ---- | ----- | ---- | ---- | ---- | ---- | ----- | ----- | ----- | ----- | ---- | ---- | ---- | ----- |
|                      | Giro de Italia       | —    | —    | —     | Ab.  | —    | —    | —    | —     | —     | —     | 154.º | —    | Ab.  | Exp. | 141.º |
|                      | Tour de Francia      | —    | —    | Ab.   | 97.º | Ab.  | —    | Ab.  | F. c. | 118.º | 104.º | —     | Ab.  | —    | Ab.  | —     |
|                      | Vuelta a España      | 72.º | —    | 118.º | —    | —    | Ab.  | —    | —     | —     | —     | —     | —    | —    | —    | —     |
| Mundial en Ruta      | Mundial en Ruta      | —    | Ab.  | —     | 45.º | —    | —    | —    | 96.º  | Ab.   | Ab.   | —     | —    | —    | —    | —     |
| Mundial Contrarreloj | Mundial Contrarreloj | —    | 15.º | —     | 27.º | —    | —    | —    | 18.º  | —     | —     | —     | —    | —    | —    | —     |

—: no participa
Ab.: abandono
F. c.: fuera de control
Exp.: expulsado por la organización